# Jakob Wassermann
Jakob Wassermann (Fürth, Baviera, 10 de marzo de 1873 - Altaussee, Austria, 1 de enero de 1934) fue un novelista judío austriaco, aunque nacido en Alemania. Hijo de pequeños comerciantes, trabajó en una librería y luego fue redactor de la revista Simplicissimus; desde 1893 pudo consagrarse exclusivamente a la literatura, viviendo primero en las ciudades austriacas de Viena y Altaussee, aunque casi todas sus obras se ambientan en Alemania. Obtuvo éxito con trabajos como Los judíos de Zirndorf (1897), Gaspar Hauser o la Indolencia del Corazón (1908) —sobre los últimos años en la vida de este personaje— y Christian Wahnschaffe (1919), El caso Mauricio (1928), que toca el tema de la justicia cuidadosamente tejido en la incertidumbre de una novela policíaca y extendiendo la historia de una juventud en épocas de posguerra dentro de la trilogía que completan Etzel Andergast (1931) y La tercera existencia de Joseph Kerkhoven (1934).
Wassermann era un idealista obsesionado por el tema de la justicia y es frecuentemente comparado con Fiódor Dostoyevski en dos aspectos, su fervor moral y su tendencia sensacionalista. En Mi camino como alemán y como judío define con extraordinaria clarividencia el terrible dilema en que se hallaban los judíos alemanes en el momento de instaurarse el temido nazismo, aunque no llegó a presenciar cómo esa marea invadía el país. Entre otras obras, escribió también El hombrecillo de los gansos, Renate Fuchs y Ulrico. Muchos de sus relatos históricos están ambientados en España.

## Trayectoria

### Juventud y primeros escritos
Jakob Wassermann nació en Fürth, ciudad industrial de Baviera, el 10 de marzo de 1871. El primer hijo de una familia de la pequeña burguesía judía vivió una infancia infeliz en las tiendas paternas sucesivas. Adolf Wassermann, un comerciante desafortunado y no cualificado, no ve otra condición que la de los comerciantes y está en contra de las inclinaciones de escritor que animan a su hijo mayor.

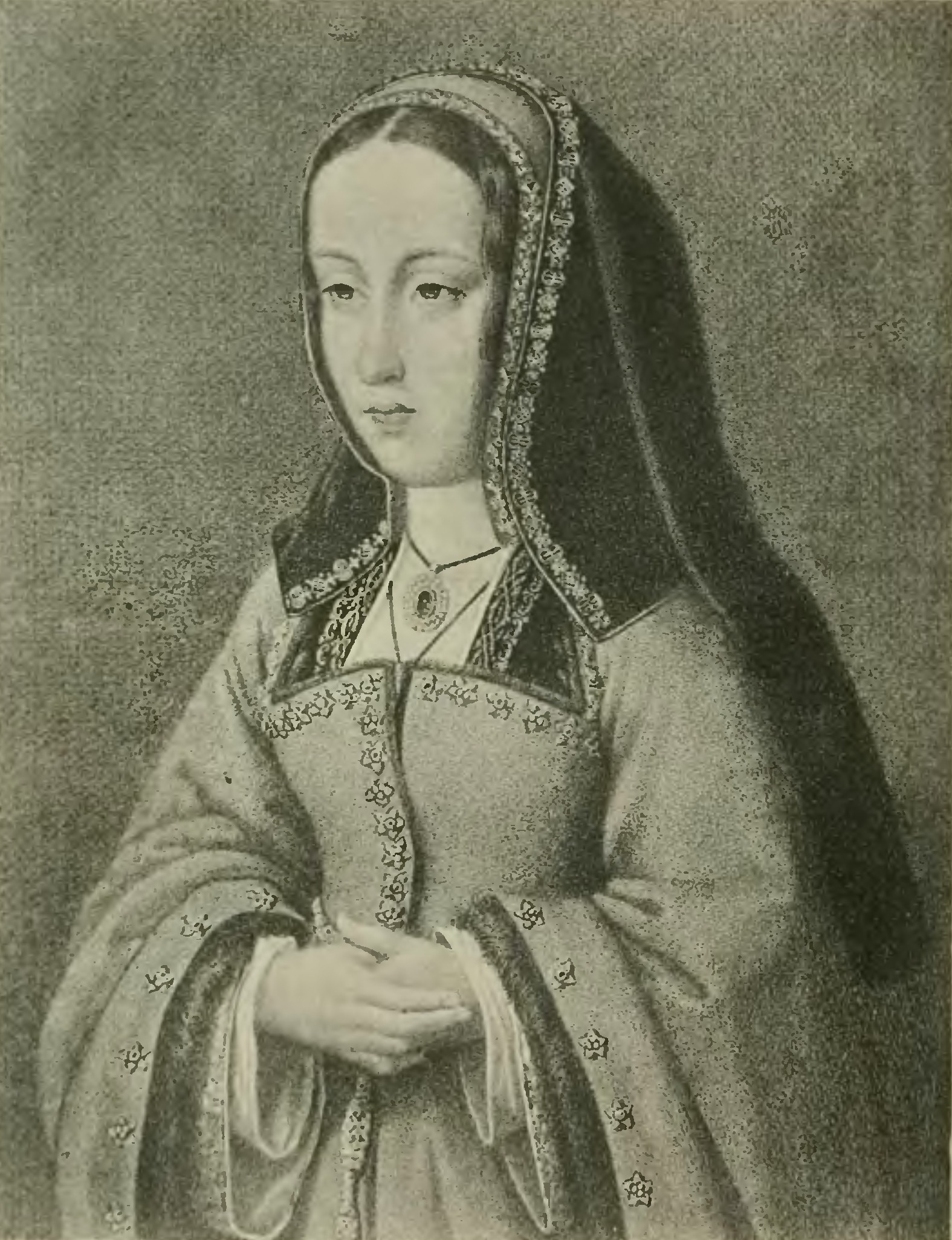
La reina Doña Juana la Loca

A la edad de dieciséis años, Jakob fue enviado a Viena como aprendiz en la tienda de abanicos de su tío Traub, quien contaba con él para hacerse cargo del negocio. Fue entonces cuando se rebela. Durante varios años, alterna planes de estudios con trabajos subordinados, en un deambular que va mucho más allá de su servicio militar, y que lo lleva a la embriaguez y la miseria.
A los veintiún años, recorrió la región de la Selva Negra, durmiendo en la calle y mendigando comida a los campesinos. Después de unos meses, de vuelta en Múnich, tiene un encuentro providencial: el dramaturgo Ernst von Wolzogen, fundador en Berlín del cabaret inspirado en el Gato Negro de París, está interesado en él, lo contrata como secretario e, impresionado por sus dones de escritura, se convierte en su patrón.
La famosa revista satírica Simplicissimus lo contrató pronto como editor, y en 1896 apareció su primera novela, Mélusine, seguida por su primer gran éxito: Los judíos de Zirndorf (1897). El libro examina la convivencia, en Alemania, de las dos comunidades judía y alemana, una novela fundadora en la que el autor se reconocerá toda su vida. En la novela relata los problemas mesiánicos de la comunidad judía de Zirndorf y continúa con la temática en Geschichte der jungen Renate Fuchs (1900, Historia de la joven Renate Fuchs).
En Múnich, Jakob Wassermann comparte la vida bohemia de los artistas de la época. Se hace amigo de Rainer Maria Rilke y Thomas Mann, quienes admiran su trabajo. Enviado a Viena por el Frankfurter Zeitung como crítico de teatro, conoció a Hugo von Hofmannsthal y Arthur Schnitzler, con quienes hizo un largo viaje a pie en Austria. También se casa con la ardiente Julie Speyer, de quien se divorció muchos años después. Julie le dará cuatro hijos, y los terribles años que rodean su divorcio le proporcionarán material para una novela que apareció en 1925, Landin y su familia.

### Gloria

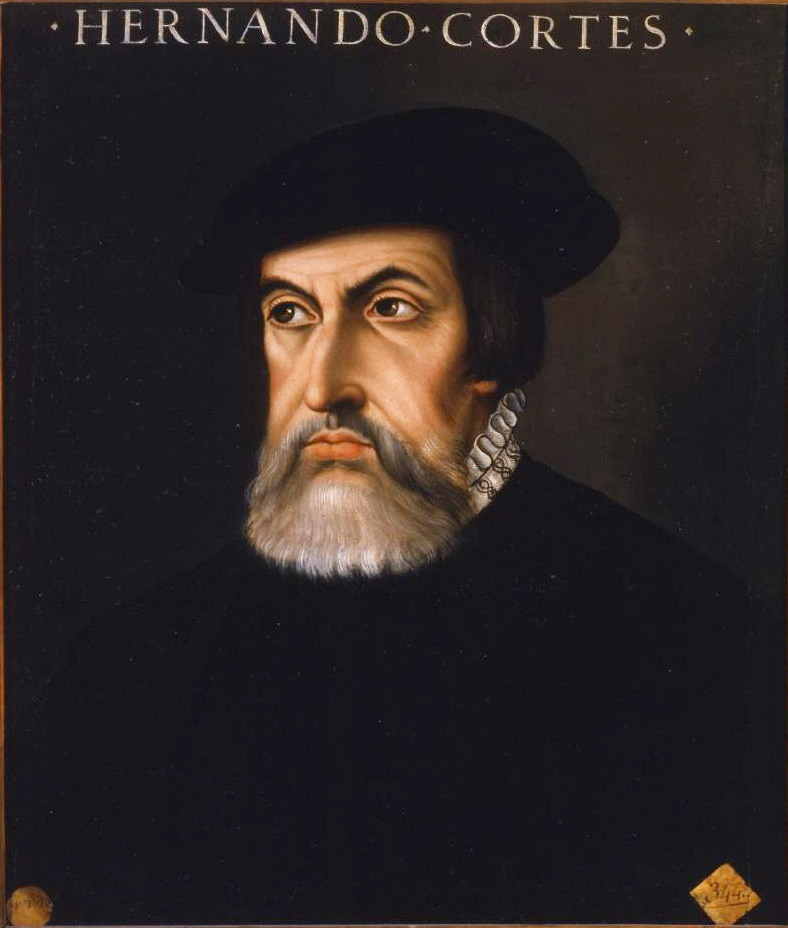
Retrato de Hernán Cortés

La prosa de Wassermann, épica y abundante, revela un narrador nato. En 1908 aparece una obra maestra: Caspar Hauser o La pereza del corazón, que toma la historia de un adolescente que se encuentra vagando en Núremberg, después de haber pasado su vida encadenado en la oscuridad. Nos apresuramos a rescatarlo, pero siempre con un motivo ulterior. Lejos de ayudarlo, la sociedad burguesa, con su corazón frío, lo corromperá para rechazarlo mejor. Werner Herzog, en 1974, dirigió El enigma de Gaspar Hauser sobre el caso histórico del muchacho aparecido en Núremberg en 1828, después de haber estado cautivo en lugar desconocido. La película de Herzog no era una adaptación de la novela de Wassermann, pero se basaba en el mismo personaje.
En solo unos años, la reputación de Jakob Wassermann ha alcanzado nuevas alturas. Increíblemente prolífico, escribe tanto como viaja (Italia, Berlín, Stuttgart). Es el autor más traducido de su tiempo, probablemente uno de los más leídos, es aclamado por la Europa de las artes. La Primera Guerra Mundial lo desespera.
En Christian Wahnschaffe (1919), una de sus obras más populares, el hijo de un millonario, después de experimentar todo lo que la vida, el amor, los viajes y el arte tienen para ofrecerle, se dedica al servicio de la humanidad.
En 1921, publicó una obra autobiográfica, Mi camino como alemán y como judío, en la que consideraba que la situación de los judíos alemanes era desesperada y el antisemitismo alemán era irreversible. Thomas Mann lo acusa de exagerar y se aleja de él.
En marzo de 1926, finalmente se pronunció su divorcio, y Jakob Wassermann contrajo segundo matrimonio con la joven Marta Stross-Karlweis, su amante durante muchos años.
Wassermann tuvo una especial predilección por España manifiesta en obras como Cristóbal Colón, el quijote del océano (1929), una biografía del descubridor, la novela corta Doña Juana de Castilla (1906) —sobre Juana la Loca— y El oro de Cajamarca (1928), sobre Francisco Pizarro y la conquista del Perú. También su Gerónimo de Aguilar (1911), un relato sobre el clérigo y aventurero español hecho prisionero por los mayas y rescatado por Hernán Cortés.

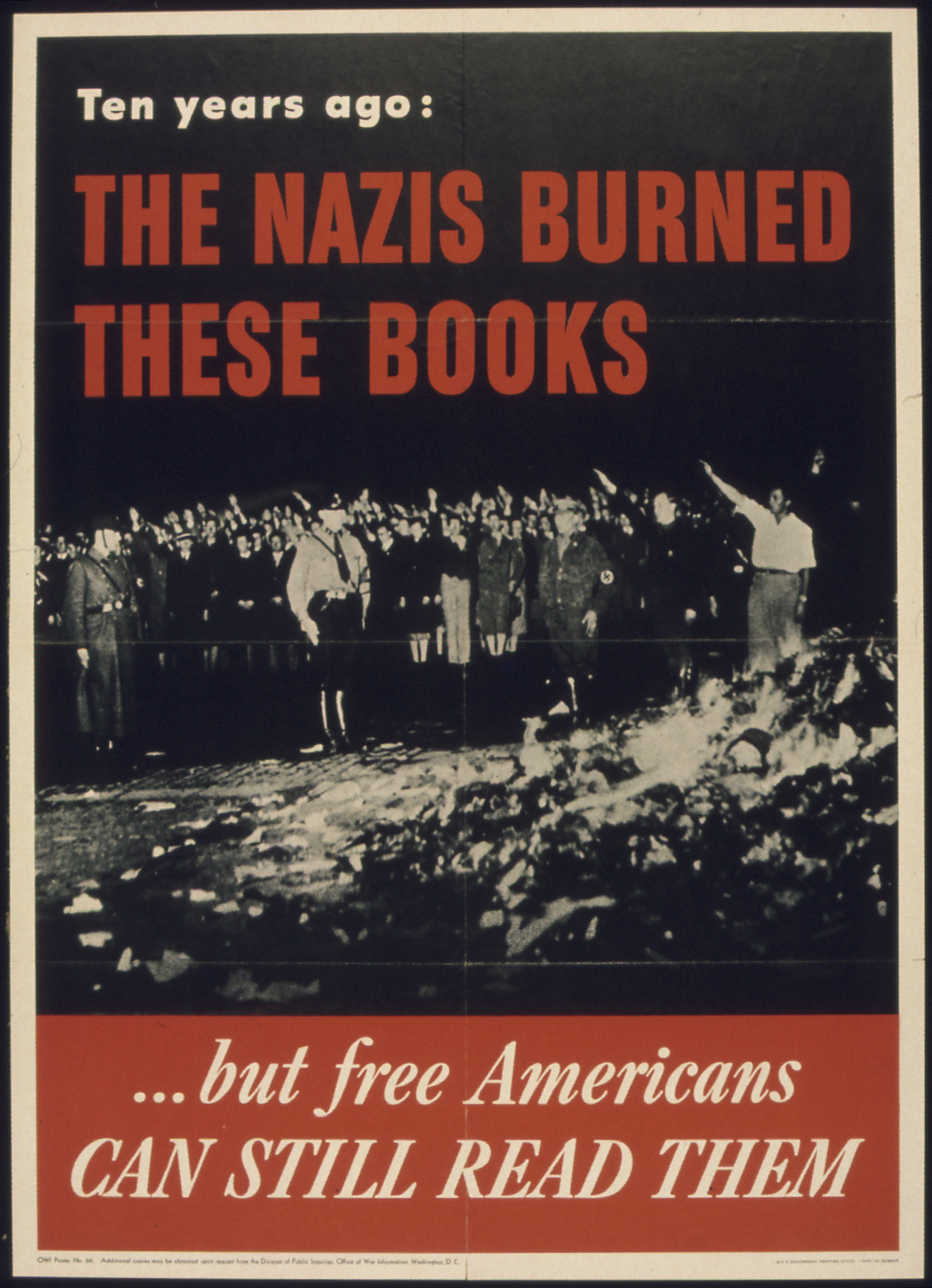
Quema de libros por los nazis

### Exilio
Asustado por la justicia, abrumado por los excesos individualistas de las sociedades modernas y los ataques que la ideología ganaba contra la razón, Jakob Wassermann se retiró a Austria, en Altaussee. Escribirá su novela, que sin duda es la más famosa, elogiada por Henry Miller, y cuyo eco aún resuena hoy. Publicada en febrero de 1928, El caso Mauricio se convirtió inmediatamente en un éxito de ventas. Se basa en una noticia real para exponer un escándalo judicial: Leonardo Mauricio, acusado de asesinar a su esposa, languidece en prisión cuando Etzel Andergast, hijo del fiscal que investigó el caso, decide obtener la revisión del juicio. Al sondear el alma humana a cada rincón, Wassermann lanza una vasta reflexión sobre la justicia, el libre albedrío y la voluntad de verdad.
El segundo volumen de lo que Wassermann prevé como una trilogía, Etzel Andergast, aparece en 1931. También inspirado en un evento diferente, el libro trata sobre la locura asesina y la preponderancia de la ideología sobre la razón. La tercera parte de la trilogía, Joseph Kerkhoven, aparece en Holanda, en 1934, a título póstumo.
Jakob Wassermann murió el 1 de enero de 1934, en su casa de Altaussee, de un ataque al corazón causado por el agotamiento.
Sus últimos años confirmarán todas sus intuiciones. En enero de 1933, cuando Hitler se convirtió en Canciller del Reich, Wassermann abandonó una gira por Alemania. En marzo de 1933 publicó un ensayo denunciando el antisemitismo alemán. Poco antes, había renunciado a la Academia de Artes de Prusia, para evitar la humillación de ser excluido. Su editor y muchos amigos empiezan a distanciarse de él.
Sus libros prohibidos fueron quemados por los nazis.

## Obras
- Melusine (novela, 1896)
- Die Juden von Zirndorf (novela, 1897)
- Schläfst du, Mutter? (relatos, 1897)
- Die Geschichte der jungen Renate Fuchs (novela, 1900)
- Der Moloch (novela, 1902)
- Der niegeküsste Mund (relatos, 1903)
- Kunst der Erzählung (ensayo, 1904)
- Alexander von Babylon (novela, 1905)
- Donna Johanna von Castilien (relatos, 1906)
- Caspar Hauser oder Die Trägheit des Herzens (En español Gaspar Hauser o la Indolencia del Corazón, novela sobre la vida del misterioso Kaspar Hauser, 1908)
- Geronimo de Aguilar (relatos, 1911)
- Faustina (1912)
- Der Mann von vierzig Jahren (novela, 1913)
- Das Gänsemännchen (novela, 1915)
- Christian Wahnschaffe (novela, 1919)
- Die Prinzessin Girnara, Weltspiel und Legende (pieza teatral, 1919)
- Golowin (novela, 1920)
- Mein Weg als Deutscher und Jude (autobiografía, 1921)
- Imaginäre Brücken (estudios, 1921)
- Sturreganz (relatos, 1922)
- Ulrike Woytich (novela, 1923)
- Laudin und die Seinen (novela, 1925)
- Der Aufruhr um den Junker Ernst (relatos, 1926)
- Das Gold von Caxamalca (relatos, 1928)
- Christoph Columbus, eine Biographie (biografía de Cristóbal Colón, 1929)
- Trilogía:
  - The Maurizius Case (El caso Mauricio) (1928)
  - Etzel Andergast (1931)
  - Bula Matari (1932)
  - Joseph Kerkhovens dritte Existenz (1934)

- Datos: Q60369
- Multimedia: Jakob Wassermann / Q60369
- Citas célebres: Jakob Wassermann